# Neerhouder
Een neerhouder is een katrolsysteem onder aan de giek, om te verhinderen dat de giek onder spanning van het zeil omhoog gaat. Het wordt voornamelijk gebruikt om de vorm van het zeil te regelen.